# Âge du bronze
L’âge du bronze est la période de la Protohistoire et de l'Histoire caractérisée par l'existence de la métallurgie du bronze, nom générique des alliages de cuivre et d'étain. L'âge du bronze succède au Néolithique final et précède l'âge du fer dans de nombreuses régions de l'Ancien Monde.
Il a laissé des monuments importants comme ceux de la culture nuragique en Sardaigne, la forteresse de Cucuruzzu et les statues-menhir de Filitosa en Corse, ceux de la civilisation des Cyclades en Grèce continentale et de la civilisation minoenne en Crète, ou encore une étape de celui de Stonehenge en Angleterre, appelé Stonehenge III. Les grandes pyramides et le temple de Karnak de l'Égypte ancienne peuvent également s'y rattacher.
Schématiquement, dans les régions du monde où il est significatif et étudié (Moyen-Orient, Europe, Afrique du Nord, Asie), l'âge du bronze s'étend sur une période de près de deux mille ans, de 2700 à 800 av. J.-C., mais avec de grandes variations selon les aires géographiques considérées. En Amérique, les civilisations précolombiennes connurent une métallurgie des métaux ductiles natifs (chalcolithique) jusqu'à la conquête espagnole, mais peu de métallurgie du bronze.

## Archéologie

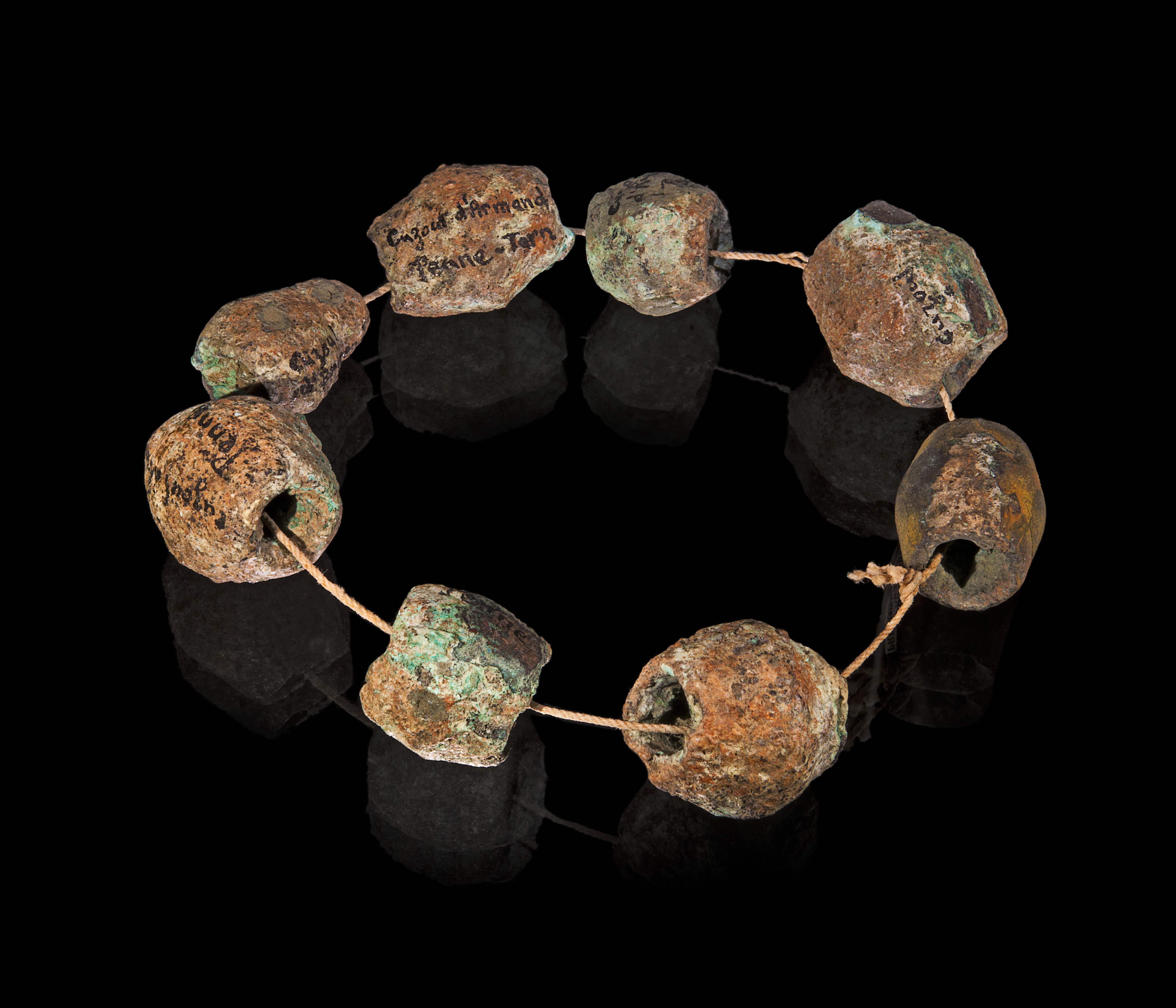
Parure en bronze de Penne (Tarn) - Muséum de Toulouse.

### Les précurseurs

#### Antoine de Jussieu
En 1723, Antoine de Jussieu fut le premier à publier ses travaux de recherche sur les artéfacts archéologiques intitulés De l'Origine et des usages de la Pierre de Foudre.

#### Nicolas Mahudel et la théorie des trois âges
Le préhistorien Nicolas Mahudel, par ses travaux de classification archéologique, élargit les concepts émis par Antoine de Jussieu. Le 12 novembre 1734, il lut un exposé de ses travaux de recherche, lors d'une audience publique à l'Académie des inscriptions et belles-lettres, dans lequel il définit trois « âges » : l'âge de la pierre, l'âge du bronze et l'âge du fer dans un ordre chronologique. Il présenta ses travaux à plusieurs reprises cette année-là, mais ils furent rejetés jusqu'en novembre où ils furent finalement acceptés et publiés par l'Académie en 1740, sous le titre Les Monuments les plus anciens de l'industrie des hommes, des Arts et reconnus dans les pierres de Foudre.

#### Christian Jürgensen Thomsen

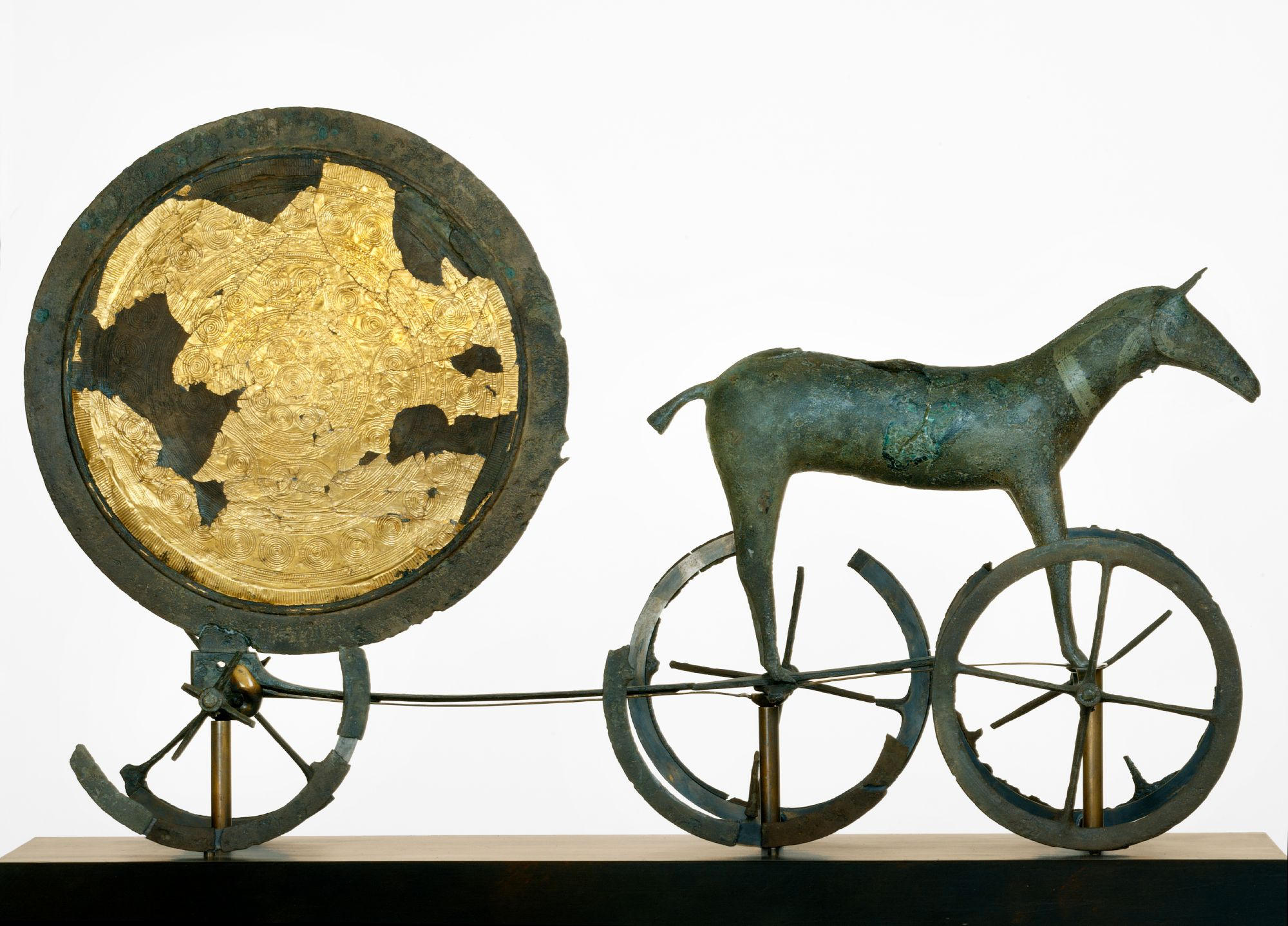
Char solaire de Trundholm
au musée national du Danemark.

Le chercheur danois Christian Jürgensen Thomsen réinvente la notion d'« âge du bronze ». Sans formation spécifique, Thomsen se voit confier en 1816 le classement des collections d'antiquités danoises au musée national du Danemark. Il se retrouve à la tête d'un amoncellement d'objets de toutes sortes et de toutes origines. Se fondant sur les idées de l’historien Lauritz Schebye Vedel Simonsen, professeur à l’université de Copenhague, qui avait envisagé en 1813 que les outils des peuples antiques scandinaves avaient d'abord été de bois et de pierre avant d'être de cuivre et de fer,, et influencé par les travaux de Nicolas Mahudel, Thomsen classe par matière première les collections. Il les présente au public, dans trois cabinets différents, en 1819. Le premier regroupe les objets de la pierre, le deuxième les objets en cuivre et en bronze et le dernier les objets en fer. Devenu le premier directeur des musées archéologiques et ethnographiques de Copenhague, il formalise sa théorie des trois périodes préhistoriques, l'âge de la pierre, l'âge du bronze et l'âge du fer, en 1836 dans Ledetraad til nordisk Oldkyndighed (Guide des antiquités nordiques). Son successeur à la tête du musée, Jens Jacob Asmussen Worsaae, ira sur le terrain faire des fouilles pour prouver, grâce à la stratigraphie, la véracité de l'intuition de l'emploi successif par l'humanité de la pierre, du bronze et du fer. Avant eux, le moine bénédictin Bernard de Montfaucon, en publiant au XVIIIe siècle la sépulture mégalithique découverte près d'Évreux en 1685 par monsieur de Cocherel, avait initié les études paléographiques. Il avait relevé dans l'étude des textes anciens que Pausanias le Périégète ou Homère citaient l'utilisation par les hommes du cuivre avant l'utilisation du fer.

## Naissance de la métallurgie

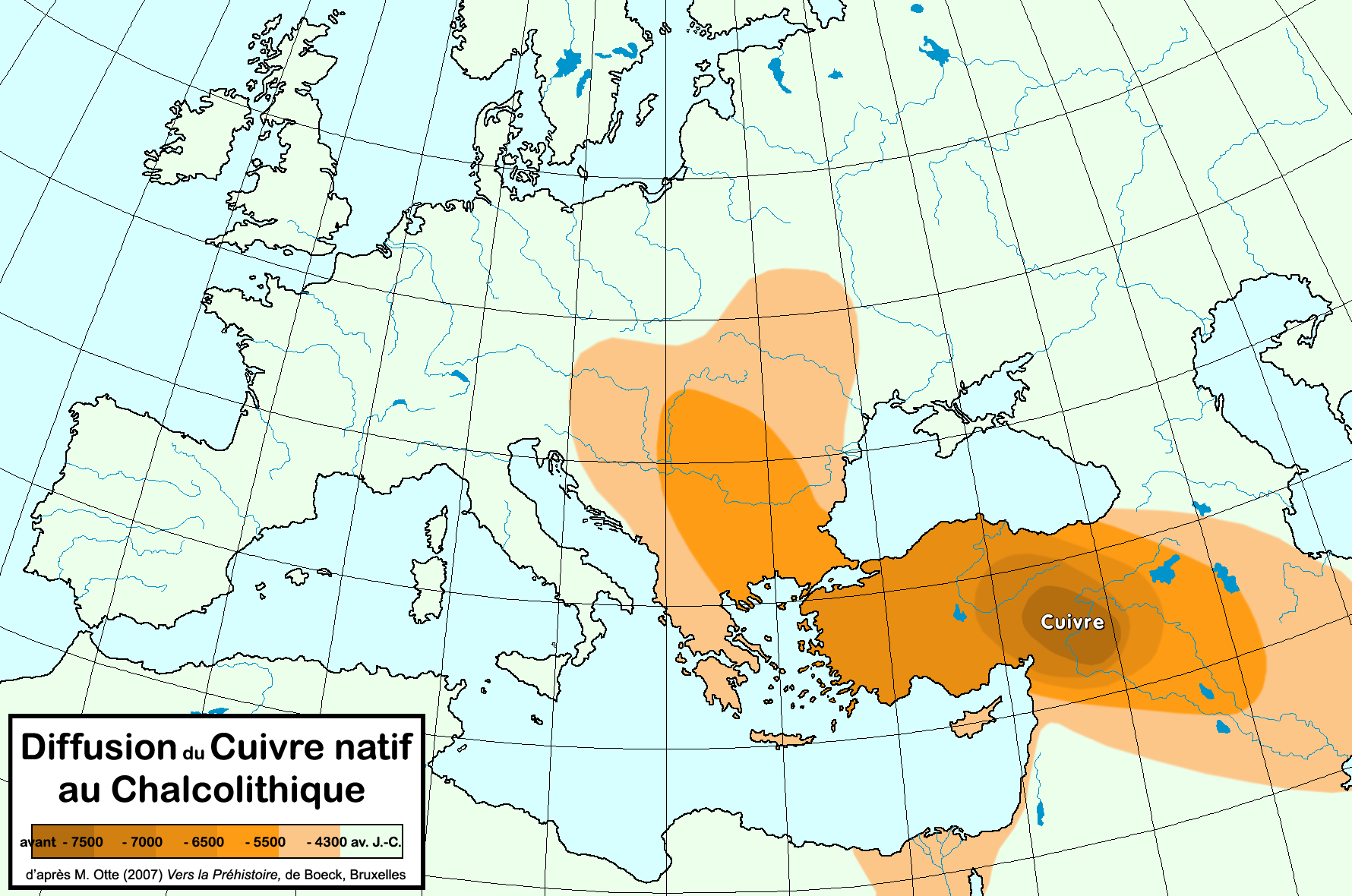
Diffusion du cuivre natif à l'âge du cuivre.

Des objets réalisés en cuivre natif travaillé à froid ou à faible température sont attestés dès le Néolithique précéramique B (VIIIe millénaire av. J.-C.) au Proche-Orient. La métallurgie du cuivre, avec fonte du minerai, se développe fortement en Bulgarie durant le Ve millénaire av. J.-C. Des objets assez massifs, notamment des haches, sont produites. À cette même époque, l'or était également travaillé. La métallurgie du cuivre se développe ensuite dans toute l'Europe. Dans plusieurs régions, on a découvert des objets réalisés dans un alliage de cuivre et d'arsenic, parfois désigné bronze arsénié.
Le véritable bronze, alliage de cuivre et d'étain, apparaît dans le Nord-Ouest de l'Anatolie (région de Çanakkale) au début du IIIe millénaire av. J.-C.. En Europe, c'est dans la culture d'Unétice que l'on trouve les plus anciennes productions d'objets en bronze à partir de la fin de ce même millénaire. Il s'agit de poinçons, d'alênes, de poignards, de haches et de hallebardes. Cependant, durant cette phase ancienne les éléments en bronze demeurent rares puisqu'ils ne sont attestés que dans une centaine de sites répartis des Balkans jusqu'à l'Inde.
La métallurgie du bronze, notamment en Europe, ne se développe vraiment qu'au cours du IIe millénaire av. J.-C., période correspondant aux premières phases de l'âge du bronze.

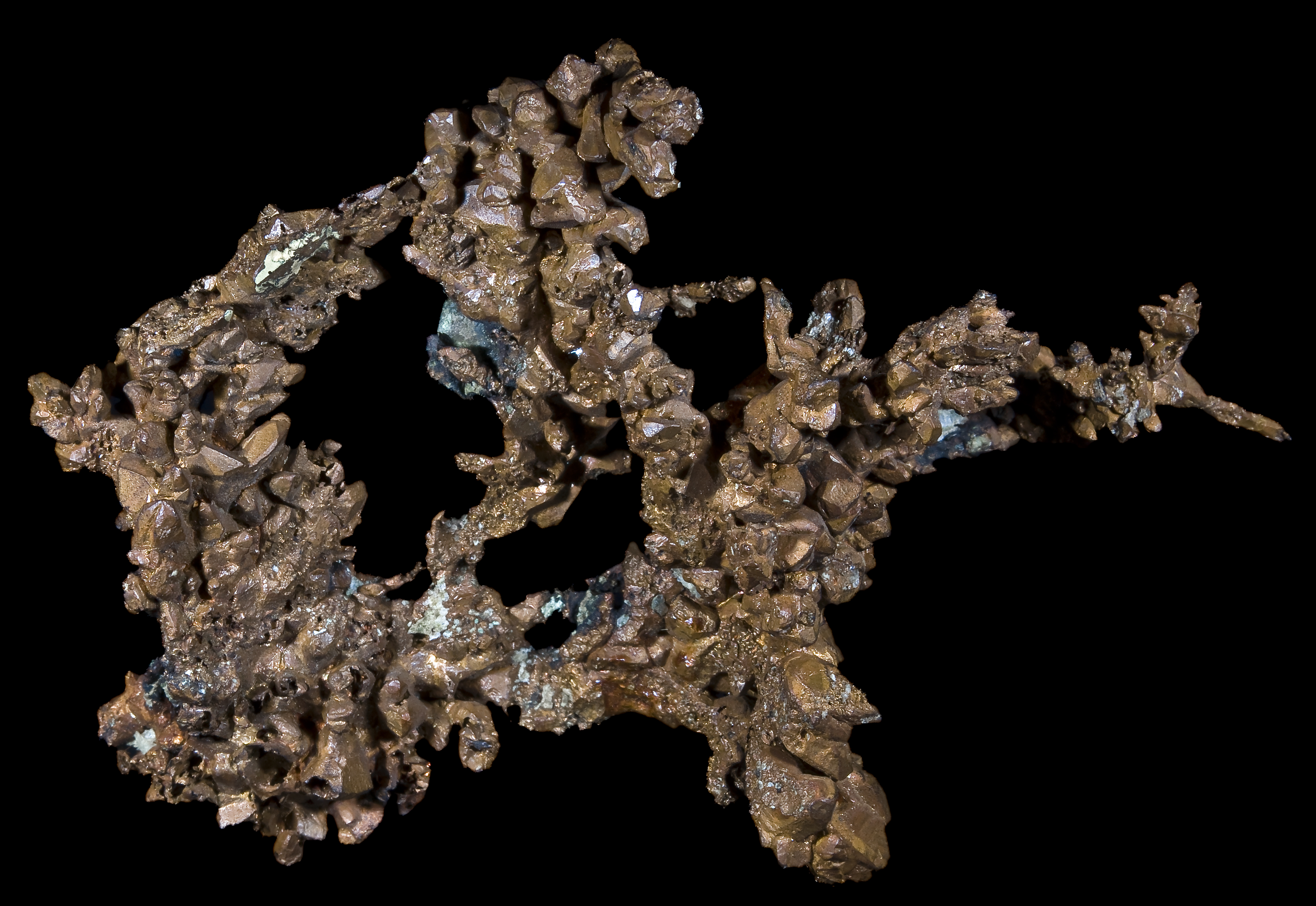
Cuivre natif.

La caractéristique première de l'âge du bronze n'est donc pas l'utilisation des métaux mais la découverte et le développement de la métallurgie, technique nécessaire pour l'obtention du bronze, alliage à 90/10 de cuivre et d'étain. La métallurgie se définit comme un traitement thermique permettant l'extraction de métaux à partir de minerai. Elle nécessite un savoir-faire parfait de l'art du feu, acquis avec la cuisson de la céramique. Il existe d'ailleurs une parenté certaine entre le four du potier et le four du bronzier. Pour extraire un métal d'un minerai, il faut la maîtrise de fours à haute température (le cuivre fond à 1 084 °C ; son addition avec l'étain abaisse légèrement le point de fusion).

## Conséquences sociales de la métallurgie

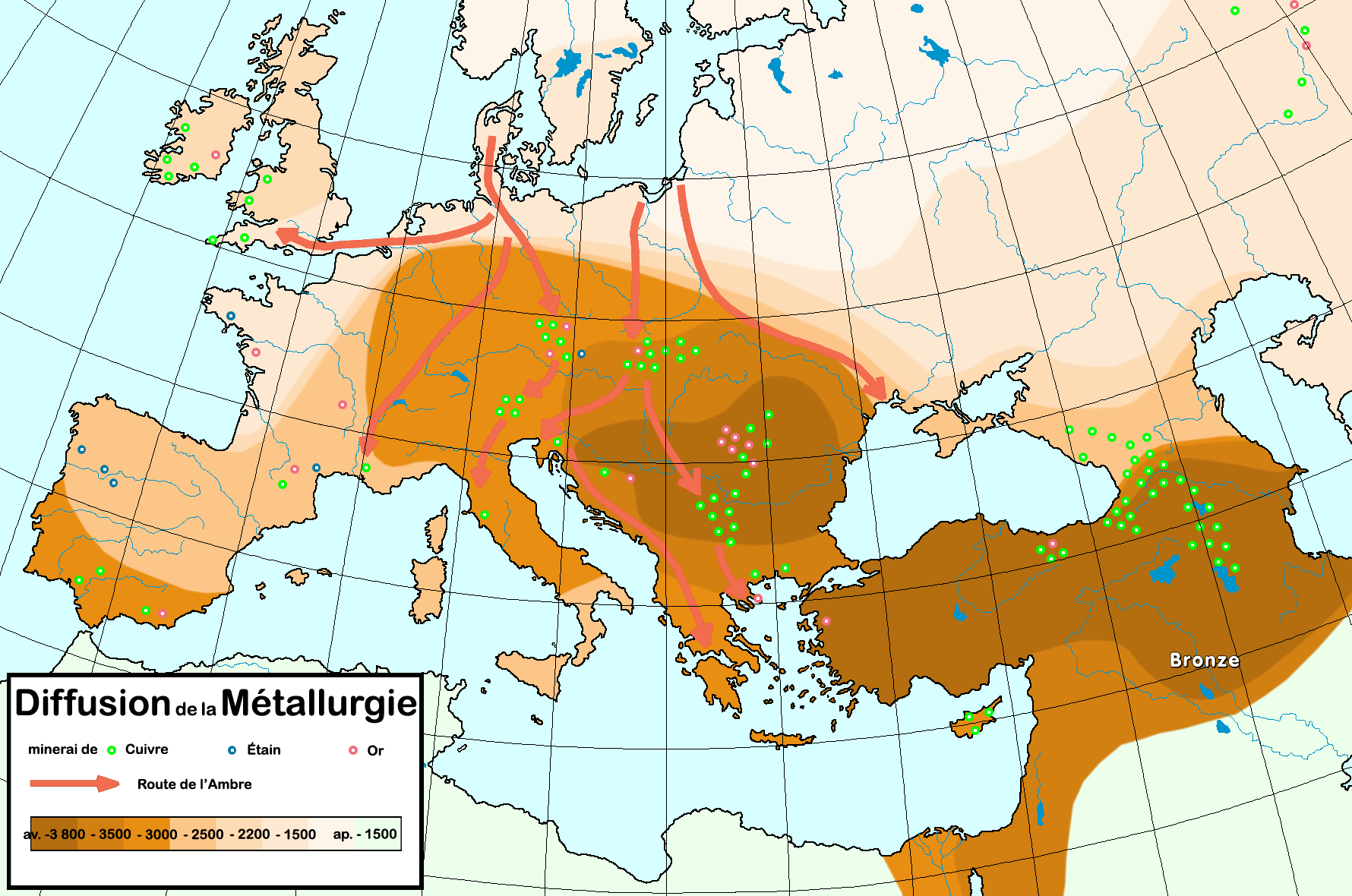
Diffusion de la métallurgie à l'âge du bronze en Europe.

Si la première métallurgie du cuivre ne s'est développée que dans les zones disposant de gisements de cuivre, l'âge du bronze se développe dans des régions dépourvues de minerais de cuivre ou d'étain. C'est le cas de la Mésopotamie (Sumer et Ur) où sont très certainement coulés les premiers outils en bronze.
Le façonnage des outils lithiques, la confection du tissage ou la fabrication de la poterie nécessitent des produits et des compétences qui ne relèvent que d'une économie locale. Avec la métallurgie, naît la première économie complexe basée sur une production et une distribution couvrant de vastes territoires. Même si les échanges lithiques ou de céramique existent depuis longtemps, ils n'ont jamais atteint un tel niveau de complexité que les échanges de minéraux et d'objets métalliques. L'âge du cuivre, durant lequel n'est produit qu'un nombre limité d'objets métalliques, ne marque encore aucune rupture sociale dans le mode de vie du Néolithique. L'apparition d'échanges à grandes distances, les propriétés particulières du bronze, qui est utilisé pour produire des armes tandis que les outils domestiques restent souvent lithiques, et la convoitise de nouvelles richesses non périssables, entraînent l'apparition d'une différenciation économique qui n'est pas directement productive (celle des armes) et l'apparition d'une hiérarchisation sociale marquée.

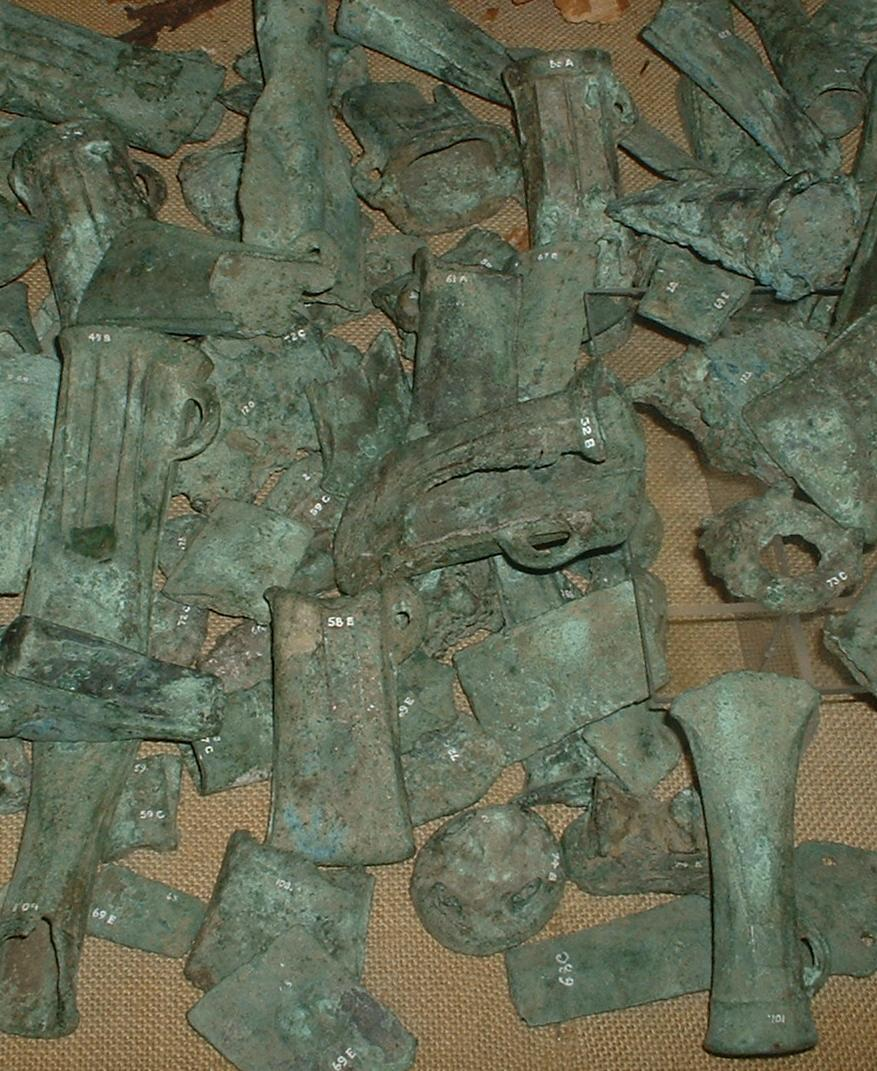
Collection de bronzes antiques.

### Spécialisation sociale
Si des indices de spécialisation sont perceptibles avec certaines productions lithiques très particulières de l'âge du cuivre (poignards du Grand-Pressigny), avant le développement de la métallurgie, la production se faisait généralement au sein de la famille élargie, d'un clan ou d'un village. Avec la métallurgie, les activités de production vont se spécialiser. Elle nécessite dorénavant des artisans, mineurs ou forgerons, et des marchands qui, du fait de la complexité ou de la durée, exercent leur activité à plein temps. Il faut donc que d'autres personnes leur fournissent en échange subsistance et bientôt protection. Cette spécialisation se lit dans l'organisation des sites tels que Fort Harrouard, sur la commune de Sorel-Moussel où, au sein d'un site protégé, un quartier des bronziers a pu être localisé avec une production spécifique et différente par artisan.[réf. incomplète]

### Développement économique

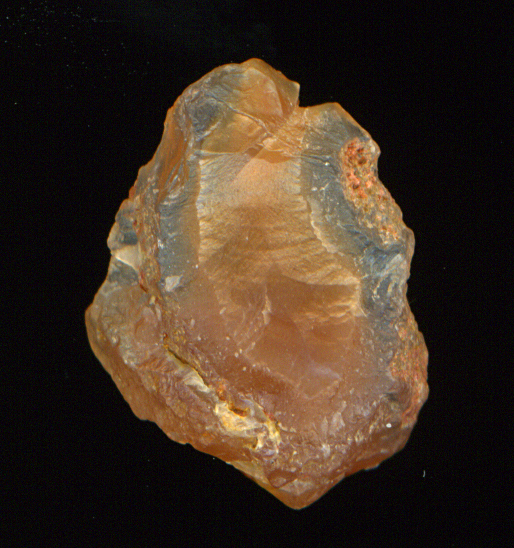
Ambre, un des moyens d'échange contre des minerais.

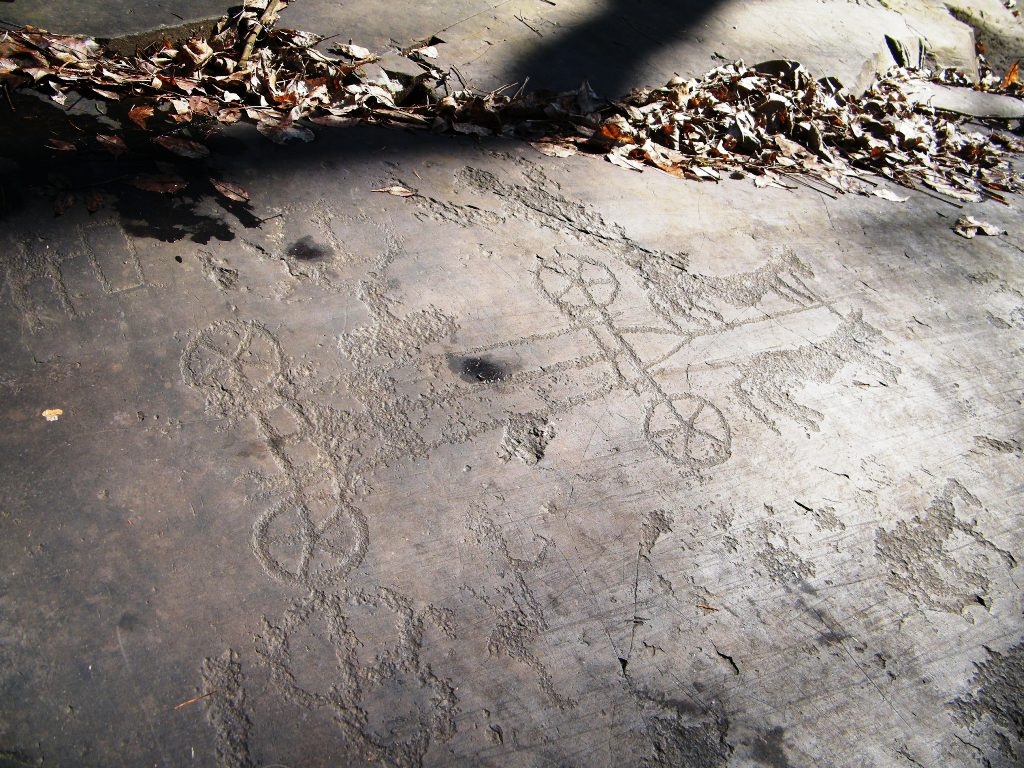
Des figures du Valcamonica peuvent être interprétées comme des scènes de labour avec des bovins attelés à un araire.

L'innovation de l'industrie du bronze est son développement hors zone de gisements métallifères. L'approvisionnement, la production et la distribution élargissent leur horizon. Les centres d'extraction sont parfois très éloignés des centres de production, eux-mêmes éloignés des centres d'échange. Cela implique la création d'un mouvement commercial qui semble avoir eu un développement important.
Si aujourd’hui la typologie mais aussi les analyses chimiques permettent de tracer des voies d'échanges économiques, - comme les routes de l'ambre décrites quelques dizaines de siècles plus tard, par Pline l'Ancien à qui l'on doit le nom de cette route - les conditions de commercialisation comme les mécanismes de distribution (colportage, marchés, diffusion, grand commerce, etc.) ou les moyens d'échanges (ambre, fourrures, poterie, nourriture, etc.) restent encore largement ignorés. L'archéologie sous-marine a apporté une contribution précieuse à la connaissance de ces circuits économiques, notamment grâce aux fouilles de l'épave d'Uluburun.
L'économie de subsistance des populations de l'âge du bronze apparaît peu différente de celle des sociétés néolithiques et de l'âge du cuivre qui les ont précédées : utilisation des meules à va-et-vient de type néolithique, de matériel de broyage, de lames en silex portant le « lustré des moissons ». Les couteaux à moissonner et les faucilles sont encore confectionnées à la fin de l'âge du bronze avec des éléments de silex. L'apparition de nombreuses faucilles en bronze, parfois minuscules, est attestée mais leur fonction précise reste inconnue. Cette économie reste ainsi essentiellement basée sur les pratiques de l'agriculture de labour et de l'élevage, complétées par les apports de la cueillette et de la chasse, ainsi que des pêcheries (barrages pour retenir poissons et crustacés, au moment du retrait de la mer).

### Accroissement d'une insécurité
La mise en place progressive d'échanges économiques dans lesquelles la valeur d'usage, base du troc, est accompagnée de notions nouvelles de valeur d'échange. La compétence nécessaire à la production, la relative rareté des produits semi-finis (haches-lingots) et finis vont donc générer des profits. Les scientifiques mettent ces notions en parallèle avec les témoignages archéologiques (retranchements, fortifications, armes, etc.) d'une insécurité grandissante à partir du IIIe millénaire av. J.-C. Les gisements de minerais et les dépôts de métaux entraînent la convoitise, nécessitant une protection comme celle des voies commerciales ; « c'est alors que la guerre fait une apparition non déguisée parmi les communautés paysannes d'Occident »[réf. incomplète] (voir le massacre de Roaix).

### Organisation sociale
Une source de profits, des produits non périssables et la possibilité nouvelle d'accumuler des richesses alliés à une spécialisation du travail entraînent une nouvelle organisation sociale qui débouchera sur l'économie palatiale. Cette organisation est lisible dans les habitudes funéraires. Les tombes et le mobilier funéraire témoignent d’une hiérarchisation sociale liée à une confiscation des richesses au profit de potentats. Dans la nécropole de Varna, datant du milieu du Ve millénaire av. J.-C., les chercheurs ont trouvé dans un endroit spécifique de la nécropole des sépultures contenant un riche mobilier en or dont une hache de pierre au manche de bois décorée d'or et considérée comme un sceptre par les spécialistes. Ces tombes sont interprétées comme celles d'une petite élite riche et puissante,. Un peu partout, l'âge du bronze voit apparaître les tombes individuelles, jusqu'aux tombes mégalithiques, distinguant les puissants, et non plus les tombes collectives du Néolithique final.
Une étude portant sur des communautés (pré-) proto-celtique du Sud de l'Allemagne montre une continuité sociologique et génétique majeure dans le temps avec des familles patrilinéaires dérivées de population de la culture campaniforme et de Yamna. Cette continuité de l'âge du bronze en Europe centrale est particulièrement visible dans de nombreuses générations de différentes familles patrilocales pratiquant l’exogamie féminine, montrant un héritage patrilinéaire principalement dans les lignées de l'haplogroupe R1b-P312 (principalement U152 +), toutes suivant apparemment un système sociopolitique similaire s'étendant sur plus de sept cents ans, depuis l'arrivée des populations de la culture campaniforme d'Europe centrale/ ou orientale dans la région (vers 2500 av. J.-C.) jusqu'à au moins la fin de l'âge du bronze moyen (vers 1300 av. J.-C.),. On observe un type d'inégalité sociale basée sur plusieurs facteurs. Premièrement, les ménages complexes sont constitués d'une famille de base jouissant d'un statut supérieur, transmettant richesse et statut aux descendants. Deuxièmement, les femmes ne sont pas liées à leur famille de naissance ni à une localité, elles peuvent être riches et avoir un statut élevé. Et troisièmement, d'autres personnes ont un statut inférieur. Sur la base de comparaisons de biens funéraires, plusieurs des femmes non locales de statut élevé pourraient provenir de zones habitées par la culture d'Unétice, c’est-à-dire d'une distance d'au moins 350 km. Les ménages de l'âge du bronze ancien semblent être similaires à l'oikos, la sphère familiale de la Grèce classique, et à la familia romaine, deux modèles qui comprennent à la fois la famille de sang et les esclaves.

## L'âge du bronze dans le monde

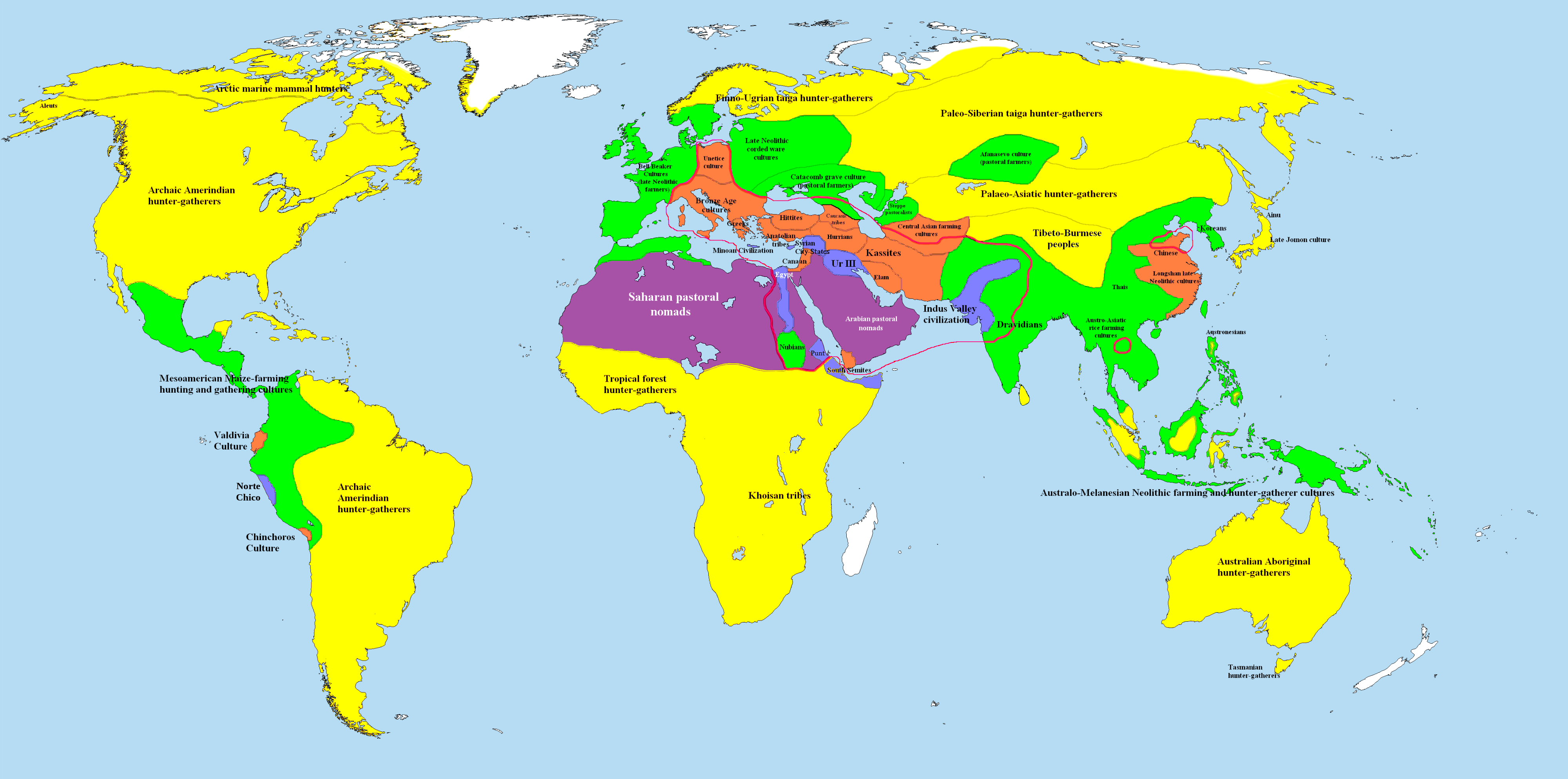
Le monde en 2000 av. J.-C. avec à l’intérieur des lignes rouges, les régions du monde entrées dans l'âge du bronze. En bleu et orange, les états et sociétés hiérarchisés ; en vert, les agriculteurs sédentaires et semi nomades isolés ; en violet, les éleveurs nomades ; en jaune, les chasseurs cueilleurs.

### Afrique
- Métallurgie en Afrique ancienne

#### Égypte
L'usage du bronze est connu en Égypte dès la IVe dynastie (XXVIIe – XXVe siècle av. J.-C.), et restera courant jusqu’à la généralisation du fer, apparu sous la XVIIIe dynastie et couramment répandu à partir de la XXVIe dynastie.
L'épave d'Uluburun, découverte au large de la Turquie, témoigne des échanges entre l'Égypte et d'autres contrées méditerranéennes à l'âge du bronze récent (XIVe – XIIIe siècle av. J.-C.).

#### Soudan
L'usage du bronze est attesté en Nubie avec le royaume de Koush (XXVe siècle av. J.-C.).

### Asie

#### Asie du Sud-Est
En Asie du Sud-Est, avec la culture Dong Son (nommée ainsi d'après le village éponyme dans le Nord du Viêt Nam), la métallurgie du bronze remonte aux Ve – IIIe siècles av. J.-C., voire peut-être au VIIe – VIe siècles av. J.-C..

#### Chine et Asie centrale – Sibérie méridionale
En Chine, la métallurgie du bronze est introduite progressivement dans l'Ouest et le Nord de la Chine, dans des cultures néolithiques qui ont pratiqué la culture et l'élevage en complément des pratiques de chasseurs-cueilleurs. Cette introduction du bronze apparaît en particulier dans la culture de Qijia (2200-1600 av. J.-C.), au Gansu, peut-être par le corridor du Hexi, et dans celles de Zhukaigou (2000-1400 av. J.-C.) et du Xiajiadian inférieur (2000-1400 av. J.-C.), par des contacts permanents avec des pasteurs nomades d'Asie centrale ou de Sibérie du Sud, avec en particulier la famille des cultures d'Afanaseivo (3300-3200 à 2600-2400 av. J.-C.) et d'Andronovo (2100-1500 av. J.-C.), voire avec les « cultures Seima-Turbino » (1700-800 av. J.-C.). Ce sont des techniques de fonte à deux moules ou de forge, voire à cire perdue. L'expansion de la fonte du bronze à multiples moules se développe ensuite à Erlitou (1900-1800 à 1500 av. J.-C.) et à la période d'Erligang (1600-1500 à 1400-1300 av. J.-C.) puis avec la dynastie Shang (1570-1045 av. J.-C.). La culture Sanxingdui, dans le Sichuan lui est contemporaine (2800 à 800 av. J.-C.), mais développe d'autres techniques métallurgiques. Cette dernière culture n'est documentée que par l'archéologie, les écrits chinois ne semblant jamais la mentionner. Le bronze est progressivement utilisé avec le fer à partir de la dynastie Zhou.
- Liste des cultures de l’âge du bronze en Chine
- Sibérie : Culture de Tagar, Culture de Glazkov (en)

#### Corée et Japon
En Corée, l'âge du bronze (environ 1500-300 av. J.-C.) qui correspond sur le plan historique à la période Gojoseon, en partie légendaire (2333 à 108 av. J.-C.), et sur le plan archéologique à la période de la céramique Mumun (1500 à 300 av. J.-C.), est caractérisé par l'abondance des dolmens : plus de 30 000 ont été recensés dans les deux Corées. La culture du poignard de bronze s'est développée à la fin de l'âge du bronze dans cette région, dans l'espace qui recouvre les actuelles Mandchourie et Corée, entre environ 800 av. J.-C. et 200 apr. J.-C. Une seconde phase de migration de nombreux Coréens, après la première de la période Yayoi (vers 800 av. J.-C.), au nord de Kyūshū apporte la technologie du bronze dans l'archipel et détermine la période Yayoi Ancien (vers 400-300 à 100 av. J.-C.).

#### Inde et Pakistan
La civilisation de la vallée de l'Indus connaît son apogée à l'âge du bronze. La cité de Mohenjo-daro en est le site archéologique le plus célèbre.

#### Iran
La civilisation proto-élamite, puis Élam, de même que la civilisation de Jiroft, employaient le bronze comme métal. Pour cette dernière, on peut citer les sites de Tepe Yahya et de Konar Sandal.

#### Mésopotamie

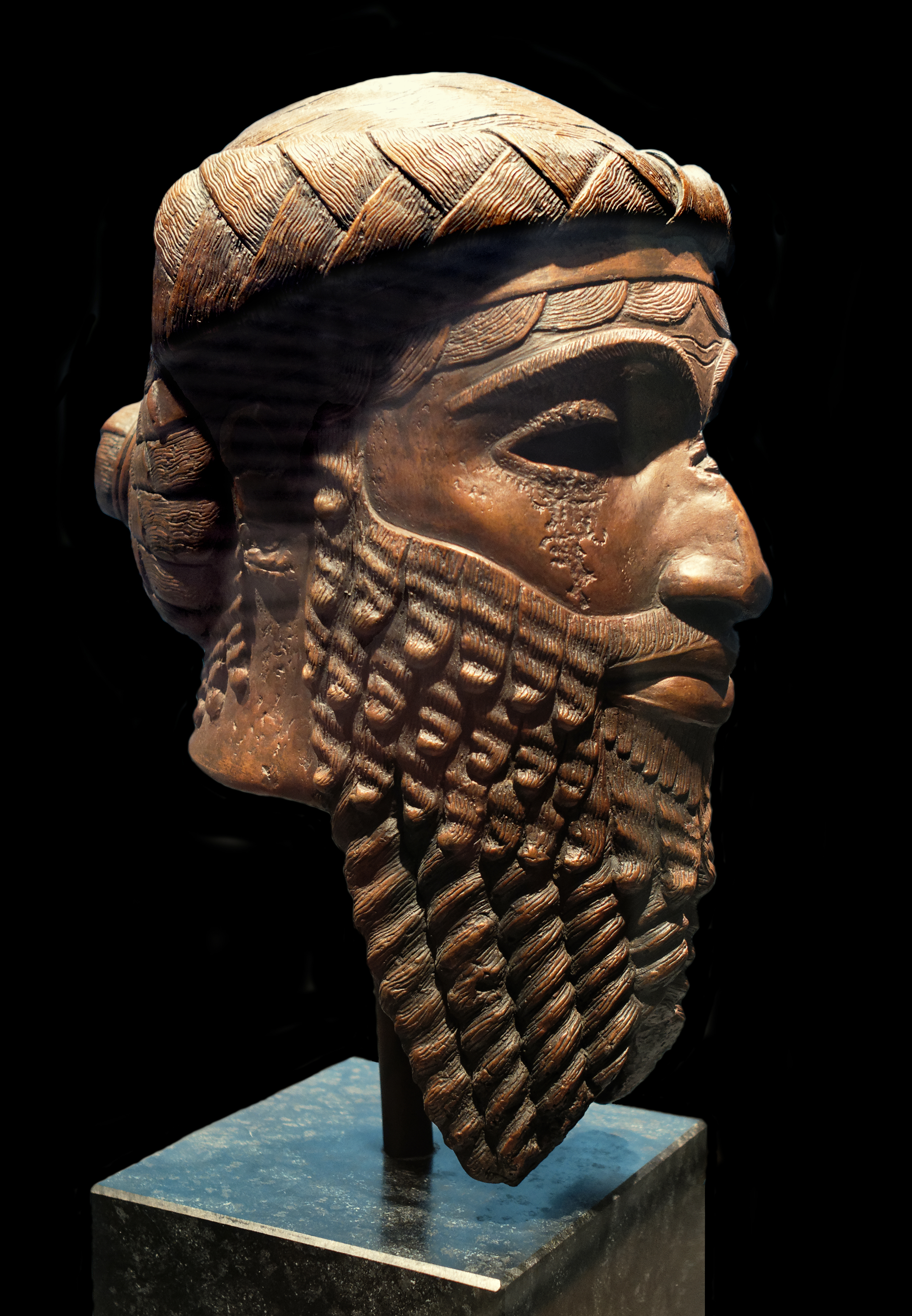
« Masque de Sargon », tête d'un roi de Ninive (alliage cuivreux, Rijksmuseum van Oudheden, -2250).

L'âge du bronze correspond, en Mésopotamie, à plusieurs périodes historiques : la civilisation sumérienne (la métallurgie du bronze y est pratiquée vers 2500 av. J.-C.), l'empire d'Akkad (de la fin du XXIVe au début du XXIIe siècle av. J.-C.) : une célèbre représentation de la tête d'un roi de Ninive, dans l'empire d'Akkad, en alliage cuivreux et réalisée à la cire perdue date de 2250 av. J.-C. Cet âge du bronze correspond donc à la période des dynasties archaïques, ainsi qu'aux périodes paléo-babylonienne et assyrienne.

#### Proche-Orient
L'Empire Hittite fait partie des grandes civilisations de l'âge du bronze avec l'Égypte et l'Empire néo-babylonien. Il était appelé « Heta » par les Égyptiens et en relation avec ceux-ci comme le montrent les premiers textes traduits par Jean-François Champollion. L'utilisation du bronze prend forme dans des statues de dieux, de rois, des bijoux et ornements, ainsi que des tablettes gravées.
La cité d'Ougarit est le lieu où a été découvert un des plus anciens systèmes d'écritures alphabétiques. Le site Minet el-Beida, en Syrie, était l'avant-port d'Ougarit.
Des hommes préhistoriques ayant vécu dans les premières zones minières de l'actuelle Jordanie ont été victimes de saturnisme et d'une forte augmentation des taux osseux de cuivre. Des contaminations humaines et animales sont connues dès l'âge du bronze dans cette région.
L'archéologue américain Eric H. Cline a synthétisé les circonstances additionnant causes systémiques et événements ou accidents plus conjoncturels (mais cumulés) ayant mis fin à l'âge du bronze aux XIIe et XIe siècles av. J.-C., au cours de ce que de nombreux historiens nomment « l'Effondrement de l'Âge du Bronze en Méditerranée orientale ».

### Europe

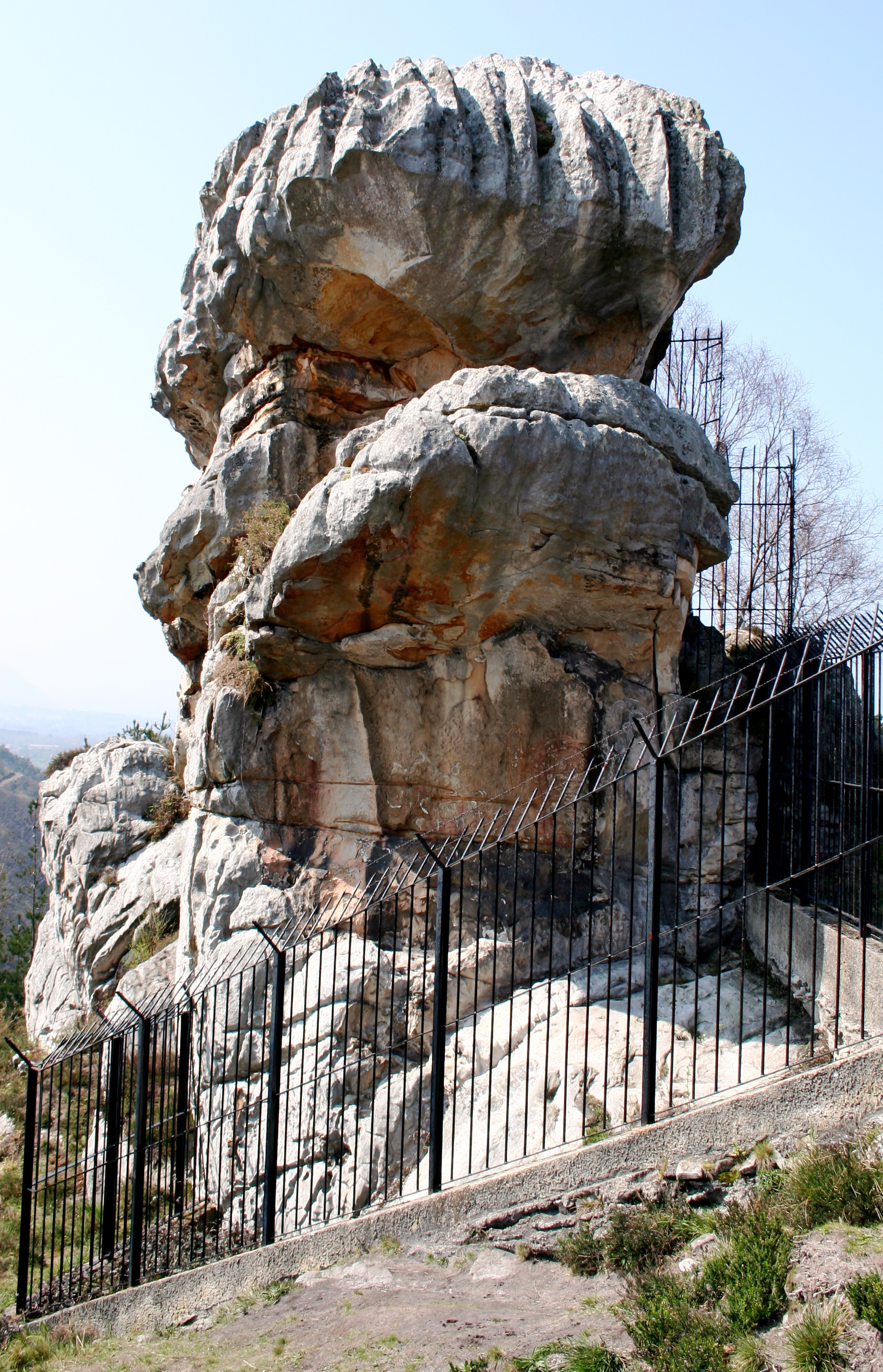
Peintures rupestres de l'âge du bronze sur le rocher de l'idole de Peña Tú, dans les Asturies (Espagne).

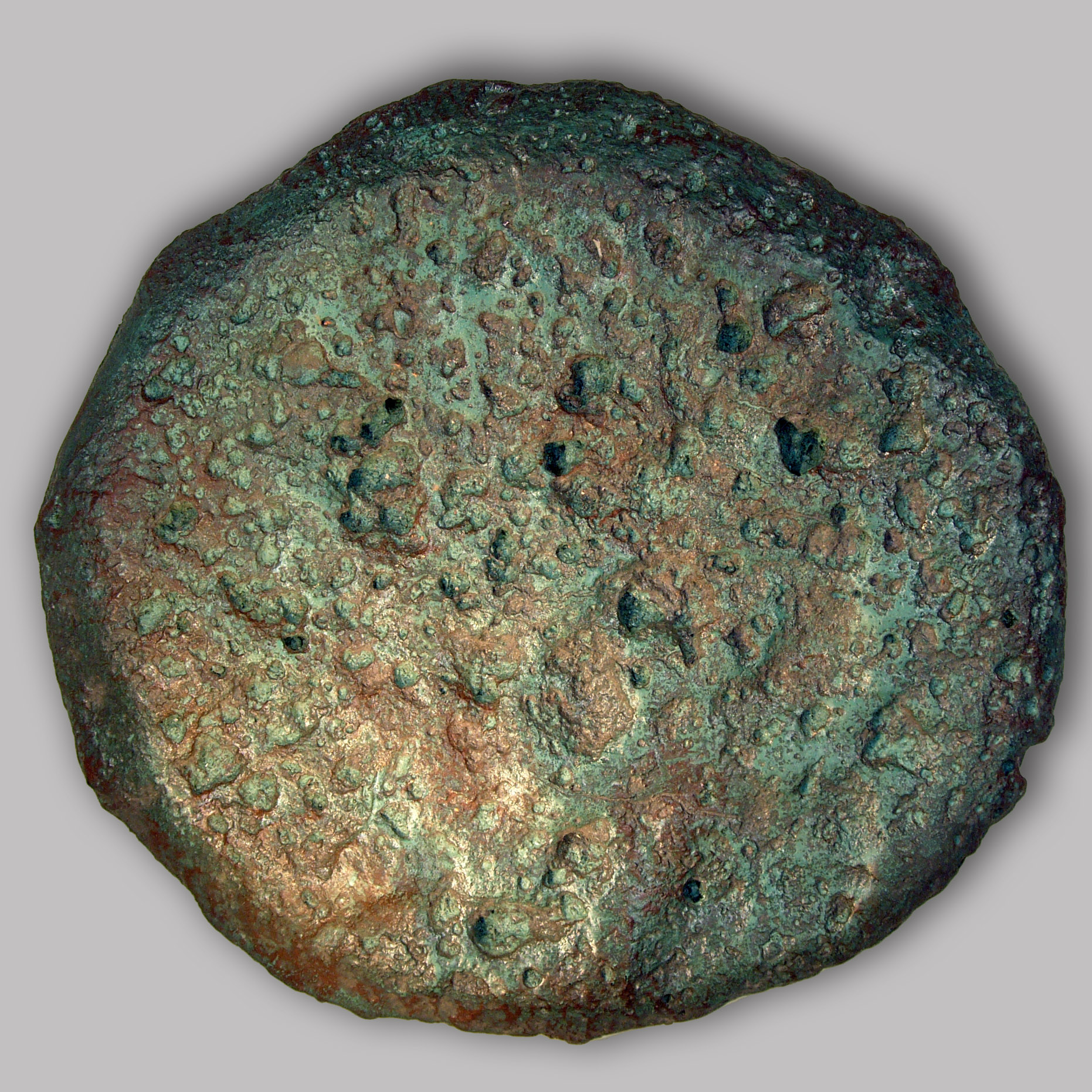
Lingot de cuivre trouvé dans les eaux au large de Heligoland en 1981.

- Âge du bronze en Europe, Âge du bronze atlantique

#### Espagne et Portugal
La culture des castros se développe dans la péninsule Ibérique durant l'âge du bronze final (IXe siècle av. J.-C.) et se poursuit à l'âge du fer jusqu'à la conquête romaine. La culture d'El Argar (site d'El Argar) fait également partie de l'âge du bronze espagnol.

#### Europe centrale
L'âge du bronze débute en Europe centrale avec la culture d'Unétice, vers 2300-1600 av. J.-C. Cette culture doit son nom à la ville d'Únětice, située au nord-ouest de Prague en région de Bohême (Tchéquie). Elle s'étend sur tout le territoire de l'actuelle Tchéquie, le Centre et le Sud de l'Allemagne, et l'Ouest de la Pologne. Exploitant les gisements d'étain des monts Métallifères, la culture d'Unétice a largement exporté ses productions dans les régions voisines, où elles ont parfois été imitées.
Généralement bâtis sur des collines, les villages de la culture d'Unétice sont entourés de palissades en bois. Les maisons, longues de 5 à 10 m, sont en bois et torchis, avec un plancher en bois ou un sol en terre battue. Parfois, les murs sont décorés d'un motif géométrique. Dans les plus grands ensembles, comme à Barca en Slovaquie, de véritables rues larges de 2,50 m séparent les maisons, qui ont parfois plusieurs pièces.
Du point de vue économique, la culture d'Unétice est caractérisée par la pratique de l'élevage du mouton, du porc et du bœuf, ainsi que par la chasse du cerf et du sanglier. Le cheval est domestiqué, comme en témoignent de nombreux mors de bride. Pour l'agriculture, on travaille la terre à l'araire en bois, parfois avec un soc en pierre polie.
- Culture Elp (en)

#### France

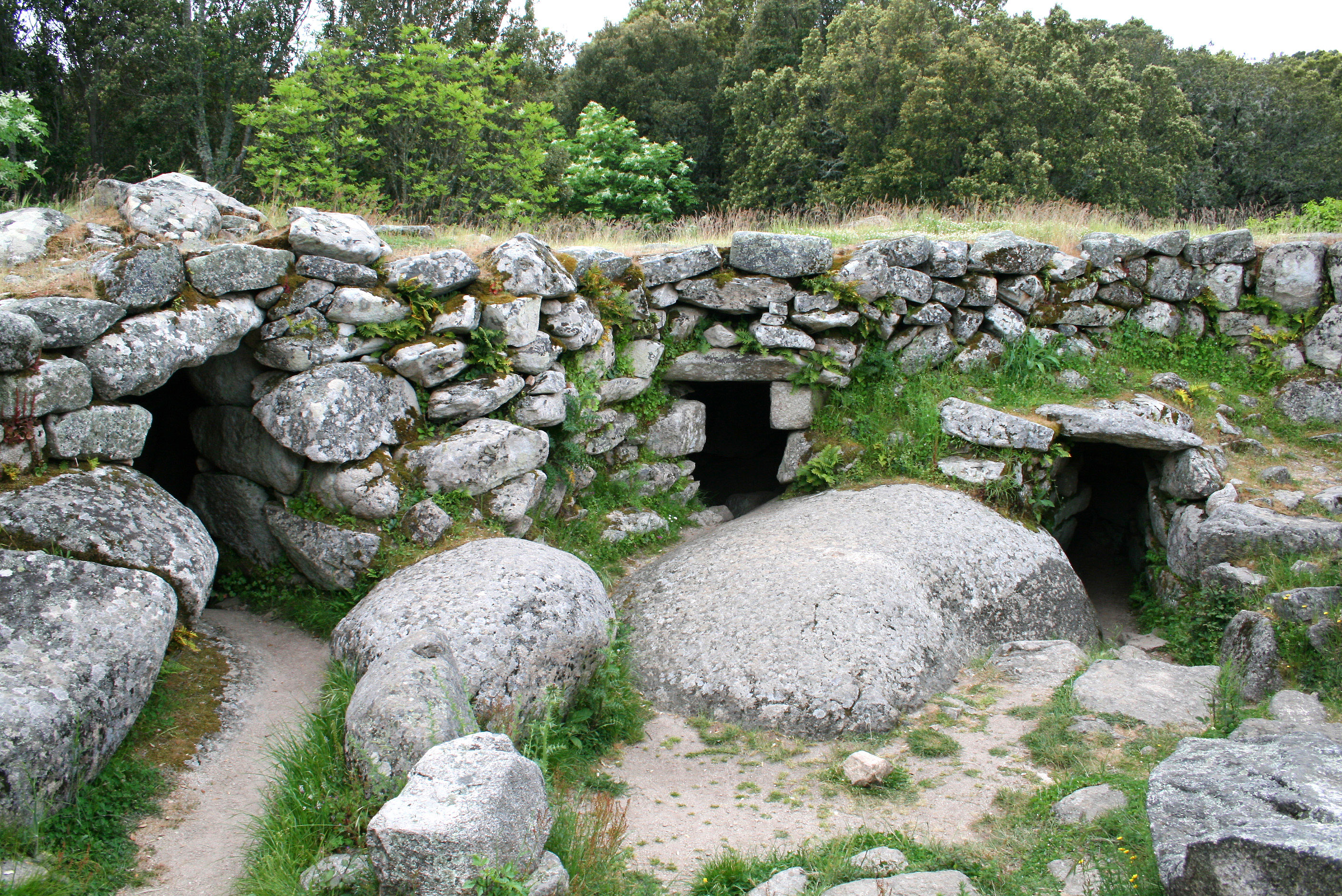
La forteresse de Cucuruzzu (Corse).

En Corse, la forteresse de Cucuruzzu et les statues-menhir de Filitosa illustrent les spécificités de l'âge du bronze dans l'île. Dans le Sud de la France, l'âge du bronze commence vers 2300 av. J.-C. (par exemple le site de Saint-Véran, Hautes-Alpes) lorsque les communautés paysannes intègrent un mouvement d'unification européenne, et dure jusque vers le IXe siècle av. J.-C., alors que des bouleversements sociaux venus de l'Est amènent la montée en puissance d'une aristocratie guerrière.

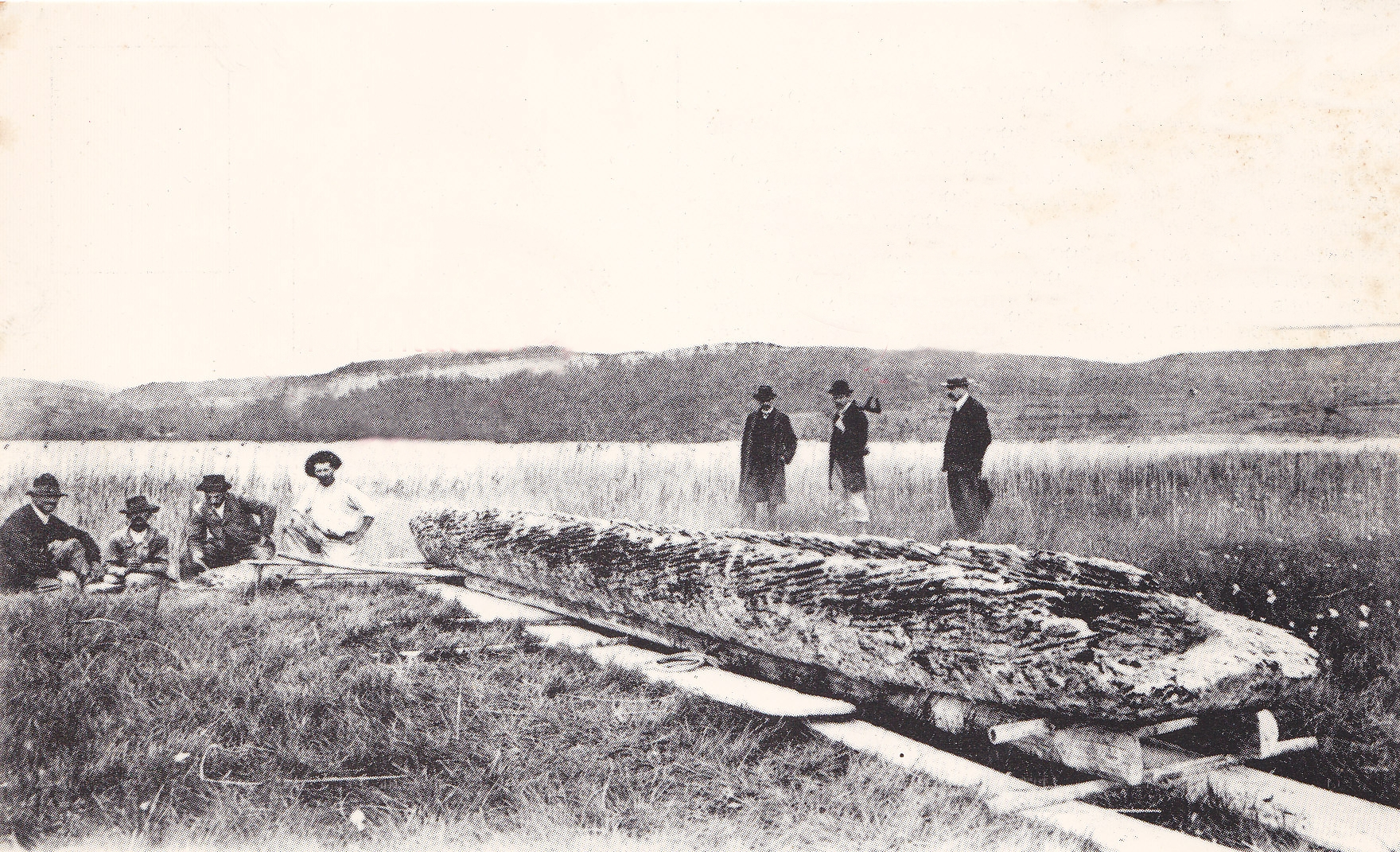
Découverte de la pirogue de Chalain (âge du bronze final, -1000).

La production d'outils et d’autres objets en bronze permet aux archéologues d’individualiser les groupes humains d’alors, à côté du reste de la culture matérielle (essentiellement constituée par les céramiques). La production en bronze permet également d’établir des chronologies et des délimitations de populations, à défaut d’autres indices.
La vallée des Merveilles est une vallée du massif du Mercantour dans les Alpes où ont été découvertes plus de 40 000 gravures, datées pour la plupart de l’âge du bronze.

#### Grèce
La civilisation des Cyclades (de 3200 à 2000 av. J.-C.), présente dans les Cyclades, mais aussi en Grèce continentale, fait partie de l'âge du bronze. En Crète, se développe la civilisation minoenne (de 2700 à 1200 av. J.-C.). Enfin, la civilisation mycénienne correspond à la fin de l'âge du bronze en Grèce continentale et en Crète.
Les âges obscurs, première des quatre périodes de la Grèce antique, débutent vers 1200 av. J.-C., et voient le passage de la Grèce de l'âge du bronze à l'âge du fer, qui eut lieu durant la seconde moitié du XIe siècle av. J.-C.

#### Bulgarie
- Culture Ezero (en)

#### Grande-Bretagne
Le célèbre sanctuaire de Stonehenge existait bien avant l'âge du bronze dans les Îles britanniques, mais il a été transformé et étendu durant cette période (voir Stonehenge III). Le site de Flag Fen est également considéré comme un sanctuaire probable. Le cercle de Brodgar est un cercle mégalithique situé dans les Orcades.

#### Italie continentale
Les cultures protovillanovienne et de Terramare font partie de l'âge du bronze italien. L'art rupestre du Valcamonica relève essentiellement de cette période.

#### Sardaigne
Il se développe sur cette ile une Culture prénuragique, Culture nuragique, notamment avec la création de Bronze nuragique , la realisation de plus 8000 nuraghe . On parle de civilisation nuragique 

#### Corse et Baléares
Culture torréenne et la Culture talayotique

#### Scandinavie
L'âge du bronze danois commence en 1800 av. J.-C. et se termine en 500 av. J.-C. Le char solaire de Trundholm, daté du premier âge du bronze (vers 1400 av. J.-C.), en est l'une des productions célèbres. En Norvège, l'étude des gravures rupestres joue un rôle important dans la connaissance de l'âge du bronze. En Suède, les gravures rupestres de Tanum sont inscrites sur la liste du patrimoine mondial de l'Unesco depuis 1994.
Le site funéraire de Sammallahdenmäki, constitué de 33 cairns funéraires en granite, édifiés entre 1500 et 500 av. J.-C., est le premier site archéologique finlandais à être intégré à la liste du patrimoine mondial de l'Unesco.

### Amérique

#### Amérique du Nord
L'Amérique du Nord a connu l'usage du cuivre natif, celui-ci étant très abondant dans la région des Grands Lacs, mais les tribus amérindiennes n'y ont jamais développé l'usage d'alliages.

#### Amérique du Sud
Les Amérindiens d'Amérique du Sud ont connu l'usage du cuivre et de ses alliages de nombreux siècles avant l'arrivée des Espagnols. Les Amérindiens de la culture Moche, sur la côte péruvienne, maîtrisaient le coulage du bronze vers le VIIe siècle apr. J.-C.. La technique de coulée du bronze fut reprise par les Incas, qui en tirèrent aussi bien des ustensiles que des statues,. Les Calchaquí, dans le Nord-Ouest de l'Argentine, ont également connu la fabrication du bronze.

#### Mésoamérique
L'usage du cuivre a été introduit au Mexique depuis l'Amérique du Sud il y a 1500 ans. Vers 1200, l'influence maritime des Incas y a introduit l'usage de divers alliages de cuivre, dont le bronze mais aussi le tumbaga.